# Kapitanivka
Kapitanivka (en ucraniano: Капітанівка) es un asentamiento ucraniano ubicado en el Raión de Novoukrainka en el Óblast de Kirovogrado. Se encuentra a orillas del Río Rozlyvna, un afluente del Río Velyka Vys, en la cuenca de drenaje del Bug Meridional, en la frontera con el Óblast de Cherkasy.

## Historia
Hasta el 18 de julio de 2020, Kapitanivka pertenecía al Raión de Novomyrgorod. El raión se abolió en julio de 2020 como parte de la reforma administrativa de Ucrania, que redujo el número de riones del Óblast de Kirovogrado a cuatro. El área de Raión de Novomyrgorod se fusionó con el Raión de Novoukrainka.